# يورخن لوكاديا
يورخن لوكاديا (بالهولندية: Jürgen Locadia) (مواليد 7 نوفمبر 1993) هو لاعب كرة قدم هولندي يجيد اللعب في مركز الهجوم ويلعب أيضًا كجناح هجومي أيمن وجناح هجومي أيسر ، ويلعب حاليًا لنادي بيرسبوليس الإيراني.

## بطولات وإنجازات اللاعب
- الدوري الهولندي الممتاز: 2014–2015 , 2015–2016
- كأس هولندا: 2011–2012
- كأس السوبر الهولندي: 2015

## روابط خارجية
- يورخن لوكاديا على موقع الدوري الأمريكي (الإنجليزية)
- يورخن لوكاديا على موقع قاعدة بيانات كرة القدم.إي يو (الإنجليزية)
- يورخن لوكاديا على موقع Soccerbase.com (لاعب) (الإنجليزية)
- يورخن لوكاديا على موقع Soccerway.com (الإنجليزية)
- يورخن لوكاديا على موقع عالم كرة القدم.نت (الإنجليزية)
- يورخن لوكاديا على موقع AS.com (الإسبانية)

- Jürgen Locadia